# Bartolomé Facio
Bartolomé Facio, en italien Bartolomeo Facio, de son nom latinisé Bartholomaeus Facius ou Fazius, né vers 1400 à La Spezia et mort en 1457 à Naples, était un humaniste, historien, écrivain et astrologue italien.

## Biographie
Issu de la famille des Fazio ou Facio de la noblesse génoise, il fait des études à Vérone, Florence et Gênes. Élève de Guarino da Verona, il enseigne comme précepteur à Venise, Florence et Gênes.
Au début des années 1430, il est notaire de la commune de Lucques, puis de la république de Gênes. Chancelier et ambassadeur de la république de Gênes pendant le dogat du Gibelin Orné, reversé en 1445 par la faction guelfe et remplacé  par Janus de Campofregoso comme nouveau doge, Bartolomé s'établit à Naples, où il entre à la cour d'Alphonse V d'Aragon comme conseiller et secrétaire d'État.

## Œuvre
Son ouvrage historique sur le règne d'Alphonse V : De rebus gestis ab Alphonso primo Neapolitanorum rege est une des sources principales pour l'étude de la culture napolitaine du XVe siècle.
Facio a livré une bataille longue et acharnée contre Lorenzo Valla dont il critiquait le livre historique sur Ferdinand Ier de Naples.
Son œuvre De viris illustribus contient des biographies de contemporains illustres. Il y décrit avec perspicacité les peintres de son époque comme Pisanello et Gentile da Fabriano, il est parmi les premiers en Italie à observer les caractéristiques de la peinture flamande : « de Jan van Eyck il admire la technique sans égale, et qu'il sait rendre effets lumineux les plus clairs et la netteté des éléments lointains ; sur Rogier van der Weyden il écrit  que le rendement hautain des sentiments n'entame pas la dignité profonde des visages et des personnes ».

## Liste (partielle) des manuscrits
- De viris illustribus
- De rebus gestis ab Alphonso primo Neapolitanorum rege
- De bello veneto clodiano
- De humanae vitae felicitate
- De excellentia ac praestantia hominis.
- Dialogus de vitae humanae conditione et de vera nobilitate.